# Ricardo Flores Magón
Ricardo Flores Magón (San Antonio Eloxochitlán, 16 settembre 1874 – Fort Leavenworth, 21 novembre 1922) è stato un anarchico, rivoluzionario e giornalista messicano.

## Biografia
Flores Magón nacque a San Antonio Eloxochitlán (ridenominata poi Eloxochitlán de Flores Magón, in onore suo e dei suoi fratelli), nello stato di Oaxaca, il 16 settembre del 1874, terzogenito dei quattro figli (il secondogenito, Cipriano, nato nel 1872, morì poche settimane dalla propria nascita) di Teodoro Flores, militare liberale di etnia zapoteca, che in passato aveva combattuto, sino a raggiungere il grado di tenente colonnello, nelle file dell'esercito di Benito Juárez, e di Margarita Magón, nativa di Puebla de Zaragoza (nello stato di Puebla) e di origini miste spagnole e mazateche.
Nel 1900 fondò il giornale Regeneración, il più importante della sinistra messicana di tutti i tempi. Nel 1904 andò in esilio a San Antonio in Texas per fuggire alla repressione del governo messicano, allora guidato dal generale Porfirio Díaz. Nel 1905, fondò il Partito Liberale Messicano (PLM). Regeneración arrivò ad una tiratura di 30 000 copie. Nel 1906 fu espulso dagli Stati Uniti d'America e si rifugiò in Canada.
Il PLM organizzò, tra il 1906 e il 1908, molte rivolte popolari, tra le quali quelle del 30 settembre 1906 e l'insurrezione generale del giugno 1908 sono le più importanti. Nel 1907 Flores Magón, Juan Sarabia e Antonio Irineo Villarreal furono incarcerati per 3 anni. Nel novembre 1910, Flores Magón e gli altri membri del Partito Liberale aiutarono Francisco Madero a redigere il Piano di San Luis Potosí a El Paso in Texas, contro la dittatura di Porfirio Díaz. Nel 1911, durante la immediatamente successiva rivoluzione maderista contro Díaz, iniziò l'insurrezione anarchica della Bassa California. In gennaio gli insorti prendono Mexicali, in febbraio Los Algodonales, in marzo Tecate, in maggio Tijuana. L'insurrezione continuò anche dopo che Díaz si dimise e arrivò al potete Madero, motivo per cui in quel momento avvenne lo strappo tra il nuovo presidente progressista e gli anarco-comunisti.
Nel 1914 fu arrestato e internato nel penitenziario dell'isola di McNeil (USA). Uscì dal carcere grazie alla solidarietà internazionale. Nel 1916 fu di nuovo privato della sua libertà. Emma Goldman e Alexander Berkman raccolsero fondi e pagarono la sua cauzione. Flores Magón pubblicò un manifesto contro la prima guerra mondiale e incitò alla sollevazione. Nel 1918 fu di nuovo arrestato e condotto nella prigione di Fort Leavenworth (Kansas). Nel 1920 rifiutò una pensione a vita del governo messicano e restò in carcere.
Nel 1921 rifiutò di pentirsi pubblicamente delle sue idee per ottenere l'indulto: «Pentirmi? Non ho sfruttato il sudore, il dolore, la fatica e neanche il lavoro altrui. Non ho oppresso una sola anima, non ho nulla di cui pentirmi. Stando così le cose, non rinuncerò all'ideale, venga quel che venga». Il 21 novembre del 1922 morì in circostanze misteriose nella cella. Flores Magón era malato da tempo e quasi cieco. Una delle ipotesi più accreditate afferma che fu assassinato dalle guardie.
Il Governo degli Stati Uniti autorizzò che Flores Magón fosse seppellito a Los Angeles. Nel 1945 le sue spoglie tornarono in Messico e furono seppellite alla Rotonda delle Persone Illustri a Città del Messico.